# Ctenucha clavia
Ctenucha clavia är en fjärilsart som beskrevs av Druce 1883. Ctenucha clavia ingår i släktet Ctenucha och familjen björnspinnare. Inga underarter finns listade i Catalogue of Life.